# 아라카와 마사시
아라카와 마사시(일본어: 荒川雅志, あらかわ　まさし, 1972년 ~ )는 일본의 헬스 투어리즘 연구자. 웰니스 투어리즘, 스파투어리즘 연구, 해양치료학자. 의학 박사(후쿠오카 대학). 일본식 헬스 투어리즘의 체계화를 국제 학회에서 발표, 일본의 대학에서 첫 헬스 투어리즘 수업 개강, 국립대학 법인 류큐대학 국제 지역 창조 학부 교수. 전문은 응용건강과학, 역학.

## 강의 과목
- 헬스 투어리즘론
- 헬스 투어리즘 실제
- 웰니스 투어리즘 실제(대학원)
- 헬스 투어리즘 특별 연구(대학원)
- 스파 매니지먼트론
- 건강보양 산업론
- 배리어 프리 관광론
- 해양레저산업론

## 연구 분야
- 지역 자원을 활용한 헬스투어리즘 프로그램개발과 그 평가 : 헬스투어리즘, 뉴투어리즘, 차세대 헬스케어, 지방 발전 및 관광, 개발프로젝트.
- 해양요법, 해양건강보양프로그램 개발 :  해양요법, 탈라소테라피, 자연요법, 스트레스, 스파(SPA)
- 의료투어리즘모델 개발 : 건강서비스산업, 건강비즈니스, 메디컬 투어리즘
- 백세장수자의 수면, 라이프스타일, 체력의학적 특성에 대한 역학연구 : 백세, 체력의학, 라이프스타일, 항 노화, 수면
- 소아·학생 알러지와 생활환경 요인 : 알레르기, 환경요인, 생활습관

## 경력
- 2005년 10월 후쿠오카대학교 대학원 의학연구과 의학박사 취득
- 2005년 6월 류큐대학 법문학부 관광과학과 보건정보학 기부강좌 객원조교수
- 2009년 4월 류큐대학 대학원 관광과학연구과 부교수
- 2012년 10월 류큐대학 관광산업과학부 교수/대학원 관광과학연구과 교수
- 2013년 4월 류큐대학 관광산업과학관광과학과 학과장  부학장
- 2018년 4월 류큐대학 국제지역창조학부 교수

## 주요 논문 등
- 야마시로미키, 아라카와 마사시 행동변용형 여행을 포함한 특정 보건지도 프로그램의 사례 * 연구, 관광과학 , 6:13-25 2014
- 아라카와 마사시. 장수와 수면, 수면의료, 8(3): 394-397 2014
- 아라카와 마사시. 고령자의 라이스 스타일과 수면, 안티에이징 의학, 6(2):38-41 2010
- 아라카와 마사시. 스파테라피의 증거 ~헬스 투어리즘 진흥을 위한 학술기반 정비~ 관광과학, 2:47-62 2010
- 아라카와 마사시. 왜 바다는 몸에 좋은가?~해양요법과 관광의 융합을 어떻게 도모할것인가?~ 종합물류정보지 "KAIUN"(해운)(1053), 77-80, 2015
- ARAKAWAM, et al.Health Tourism in Japan. 3rd Annual Conference Proceedings Asia Pacific Chapter, Travel and Tourism Research Association(TTRA), 100-101 2015
- 아라카와 마사시. 일본재흥전략에서의 일본식 헬스투어리즘의 재구성, 정신건강여행의 전개, 관광연구, 27(1):18-23 2015
- 아라카와 마사시. 헬스 투어리즘이란 무엇인가? 월간 클린네스, 통권 371호: 2-7 2016
- 아라카와 마사시. 웰니스 투어리즘~서드 플레이스로의 여행~, 프레그랜스 저널사, 2017 (ISBN 4894792915)

외 다수：국립대학법인 류큐대학 연구자 총람「researchmap」（외부 링크） 보관됨 2020-06-28 - 웨이백 머신

## 소속 학회
- 일본 관광 연구 학회
- 일본 레저·레크리에이션 학회
- 일본 체력의학회
- 일본 수면 학회

## 각종 위원 등
(2008년도 이후)
- 2008년 오키나와현 건강비즈니스지원사업 분야별 코디네이터 재단법인 남서지역산업활성화센터
- 2008년 오키나와 과학기술진흥센터 첨단바이오연구기반 고도화 사업에 관한 연구윤리위원회 위원
- 2008년 재단법인 오키나와 건강장수연구개발센터 평의원
- 2008년 오키나와현 우루마시 쓰카타지마에서 지속가능한 관광지 만들기 협의회 위원
- 2008년 내각부 지방의 원기재생사업·우루마시 건강장수 비즈니스 지원사업 추진협의회 위원
- 2009년 총무성 '지역 활성화를 가속화하는 서비스 추진사업' 어드바이저 위원
- 2009년 오키나와현 관광상공부 미우라카이 구축촉진사업 검토위원회 위원
- 2009년 내각부 '지방의 원기재생사업·黑島의 지역자원을 활용한 체류형 관광사업' 구축사업 추진위원회 위원장
- 2010년 재단법인 오키나와 건강장수연구개발센터 윤리위원회 위원
- 2010년 총무성 ICT 사업 '칸나 탈라소 건강 ICT 사업' 협의회 위원
- 2010년 오키나와현 난조시 웰니스 사업 검토위원회 위원
- 2010년 농림수산성 '농산어촌 제6차 산업화 대책사업·오키나와 식문화 추진협의회' 검토위원
- 2011년 오키나와현 기타나카구스쿠손 상공회 지역력 활용 신사업∞전국전개 프로젝트 전체위원회 위원
- 2011년 오키나와현 우르마시 관광마을 조성추진협의회 위원(2017년)
- 2012년 오키나와현 '에스테틱 스파시장 확대사업' 전략구축위원회 위원
- 2012년 오키나와현 "오키나와형 리조트 다이빙 전략모델 구축사업" 위원회 위원장
- 2013년 농림수산성 '먹거리 시범지역 육성사업 실시계획 '난조시 먹거리 시범지역 실행협의회' 위원
- 2014년 농림수산성 '푸드체인 식육모델 사업, 맛있는 음식정신을 육성하는 식육활동사업' 검토위원
- 2015년 내각부 오키나와 종합사무국 관광간호인재육성사업 검토위원회 위원
- 2015년 경제산업성 '건강수명 연장 산업창출 추진사업 '헬스투어리즘 품질평가 프로젝트' '인증제도 검토위원회 위원
- 2015년도 순환기질환, 당뇨병 등 생활습관병 대책 실용화 연구사업 '생활습관병 예방을 위한 숙박을 수반하는 효과적인 보건지도 프로그램의 개발에 관한 연구' 연구위원
- 2015년 오키나와현 '오키나와 식문화의 매력 맛보기 사업'(문화관광스포츠부) 검토위원회 위원장
- 2015년 오키나와현 '배리어 프리 어드바이저 파견에 관한 위원회'(문화관광스포츠부) 위원장~20128)
- 2015년 내각부 '오키나와 독자적인 의료정보 기반을 활용한 실천적 지원 및 의료정보 활용 산업조사' 검토위원회 위원
- 2015년 자마미무라·사람·일자리 지방창생 종합전략 지식인 위원회 위원
- 2015년도 요미탄 마을·사람·일자리 창업 심의회 위원
- 2016년도 평생 활발한 마을 이시가끼! CRC 기본구상 책정위원장
- 2016년도 오키나와현 상공노동부 '건강식품 브랜드화 추진기반 구축사업' 강사
- 2016년도 오키나와현 상공노동부 "오키나와 브랜드 상품창출 촉진 지원 사업" 심사위원
- 2016년도 오키나와현 문화관광스포츠부 '지역건강증진향상 추진사업' 어드바이저
- 2016년도 오키나와현 문화관광스포츠부 '오키나와 식문화 보존 보급 계승사업 검토위원회' 의장
- 2016년도 난조·야에세 광역창생 스타트업 사업 검증위원회 위원
- 2016년도 우루마시 이시카와 지역활성화추진협의회 위원
- 2016년도 오키나와현 건강·의료산업 활성화 전략 책정 업무 WG 위원
- 2017년도 오키나와현 문화관광스포츠부 오키나와 배리어 프리 어드바이저 파견에 관한 위원회 좌장
- 2017년도 오키나와현 상공노동부 오키나와 브랜드 상품창출 촉진 지원사업 심사위원회 위원
- 2017년도 전국건강랩연락협의회 이사
- 2017년도 일반사단법인 오키나와 커피협회 이사
- 2017년도 일반사단법인 아시아식문화협회 이사
- 2017년도 이시가키시 제4차 종합계획 후기 기본계획 심의회'위원
- 2017년도 이시가키시 지역창생 종합전략검증위원회'위원
- 2017년도 일본레저·레크리에이션학회 제47회 전국대회 실행위원장
- 2018년도 독립행정법인 도시재생기구 'UR 마을 조성 지원 전문가' 취임
- 2018년도 일반사단법인 CCCRC 웰니스 연구센터 고문 취임
- 2018년도 오키나와 브랜드 WELLNESS OKINAWA JAPAN 인증제도 심사원
- 2018년도 이시카와현 가나자와시 웰니스 투어리즘 추진 간담회 위원(단장) 취임